# زمین‌لرزه ۱۱۰۶ تبریز
زمین‌لرزه تبریز، زمین‌لرزهٔ شدیدی بود که در آبان‌ماه سال ۱۱۰۶ هجری خورشیدی، شهر تبریز را ویران کرد. شهر تبریز در اثر این زمین‌لرزه ویران شده و حدود ۷۷٬۰۰۰ نفر کشته شدند.